# Мечи (зона в Непал)
Мечи е една от 14-те зони на Непал. Зоната е с население от 1 307 669 жители (2001 г.), а площта ѝ е 8196 кв. км. Мечи е разделена административно на 4 области. Намира се в часова зона UTC+5:45.